# Microcharis sessilis
Microcharis sessilis är en ärtväxtart som först beskrevs av Mats Thulin, och fick sitt nu gällande namn av Brian David Schrire. Microcharis sessilis ingår i släktet Microcharis och familjen ärtväxter. Inga underarter finns listade i Catalogue of Life.